# Marguerite Cornillac
Marguerite Cornillac (1. prosince 1862, Châtillon-sur-Seine, Francie - 23. ledna 1952, Paříž, Francie) rodným jménem Lucie Jeanne Marguerite Cornillac je francouzská malířka.

## Životopis
Dcera lyonských bankéřů, Marguerite Cornillac, známá jako "Maleck" se stala malířkou. Je žákyní Jeana Scohy, Françoise Vernaye a Pierra Puvise.
Je autorkou významných dekorací: amfiteátr na lékařské fakultě v Lyonu (Paříž, 1892), síň městské rady v Lyonu (1901-1908). Byla přítelkyní Maria Mermillona, Pierra Bonnarda a jednou z oblíbených modelek Augusta Renoira. Patřila mezi přítelkyně Jeanne-Marie Bourgeois, známé jako Mistinguett a návštěvnice Moulin-Rouge. V roce 1905 se provdala za malíře Alberta Andrého. Pár sídlil na pařížském "Boulevard Rochechouart", kde přijímal skladatele, umělecké kritiky a malíře, jako jsou Claude Monet a Camille Pissarro nebo George Besson.